# Four Out of Five
«Four Out of Five» —en español: «Cuatro de Cinco»— es una canción de la banda británica de indie rock Arctic Monkeys. Fue lanzado como sencillo principal y promocional de su sexto álbum de estudio, Tranquility Base Hotel & Casino, el 13 de mayo de 2018; con un vídeo musical que acompaña al tema.

## Composición y letras
Musicalmente, "Four Out of Five" ha sido catalogado como glam rock, incluso equiparado con el trabajo de David Bowie. El sencillo es uno de los pocos del álbum que contiene un coro tradicional, y ha sido comparado con su anterior álbum Suck It and See (2011) como también con Everything You've Come to Expect (2016), de su proyecto paralelo con The Last Shadow Puppets. La pista también ha sido comparada con las subversiones estilísticas de King Crimson, Jim O'Rourke y Billy Joel.
En la letra de la canción, futurista y críptica, se promociona una empresa que organiza viajes a la luna. Se citan lugares como Clavius y se habla de que se van descubriendo zonas nuevas. También se menciona un lugar en cuyo ático habría una taquería,  que, como cita el coro de manera irónica, ha recibido "críticas favorables: cuatro estrellas de cinco". En la letra se habla de que "tras el éxodo, la zona se está aburguesando", una forma de predecir una futura colonización del satélite. 
En una entrevista con Zane Lowe para el programa radial Beats 1, Alex Turner explicó que los chistes irónicos de la canción responden a los críticos que "nunca otorgan un 100 perfecto". Temáticamente la canción alude a una variedad de tópicos, los cuales incluyen guerra, desastres naturales, colonización espacial y gentrificación. El narrador de la canción ha sido descrito como "un auto-engrandecido narcisista que anticipa una gran reacción, y que ahora tiene la tarea de llenar el silencio que ha generado". Con un tono burlón y autoconsciente la voz de Turner "se parece a un cántico quejoso y demoníaco que es vagamente inestable, como si estuviera a punto de romper a llorar o a reír histéricamente".

## Vídeo musical
El vídeo musical de ''Four Out of Five'' fue dirigido por Ben Chappell y Aaron Brown. Fue subido el 13 de mayo de 2018 a través de la cuenta oficial de la banda en Youtube. En el vídeo se muestra a Alex Turner ocupando la silla del director y manipulando varias secuencias cinematográficas —material producido aparentemente para Tranquility Base Hotel & Casino. Entre las secuencias que se están filmando, se ve una versión alternativa de Turner sin barba atravesando túneles subterráneos, así como a la banda tocando en una mansión inglesa y a los asistentes de producción vestidos con enterizos rojos ambientando los sets y tratando de domar a un caballo. Muchas de las escenas y tomas fueron altamente inspiradas en las películas del director de cine Stanley Kubrick. La filmación del videoclip tuvo lugar en el Castillo Howard en Yorkshire, lugar de donde la banda es originaria, y las escenas del subterráneo fueron filmadas en la estación del Metro de Marienplatz en Múnich, Alemania.

## Recepción crítica
Sam Sodomsky de Pitchfork elogió la canción y se refirió a ella como "la canción más original de [Tranquility Base Hotel & Casino] y una de las más raras". Describió a la canción como una de las más destacadas del álbum, en el que "los riesgos tomados se convirtieron en algo extraordinario". Señaló que la canción era "un escape, una invitación a olvidar todo lo que sabías previamente acerca de esta banda tremendamente popular y tomarlos en sus propios términos", comparándolo positivamente con las "reinvenciones de rock" menos exitosas de Arcade Fire y Jack White, mostrando "una sorprendente y recargada imaginación". Sodomsky concluyó que la pista "hace que el futuro, por sombrío que luzca, parezca mucho más divertido".

## Listado de pistas
| Promotional CD single (Domino RUG942CDP) |                                        |          |  |
| N.º                                      | Título                                 | Duración |  |
| 1.                                       | «Four Out of Five» (versión editada)   | 4:25     |  |
| 2.                                       | «Four Out of Five» (versión del álbum) | 5:12     |  |

## Personal
Créditos adaptados del álbum Tranquility Base Hotel & Casino.
- Alex Turner – voz, coros, piano, bajo, órgano, guitarra eléctrica, guitarra acústica
- Jamie Cook – guitarra
- Tom Rowley – solo de guitarra eléctrica
- Matt Helders – batería
- Loren Humphrey – percusión
- James Righton – Wurlitzer
- Josephine Stephenson – piano
- James Ford – percusión, sintetizador, Orchestron, guitarra acústica, timpani rotatorio
- Nick O Malley    Bajo

## Rendimiento comercial

### Listas semanales
| Listas internacionales (2018)                                | Mejor posición |
| ------------------------------------------------------------ | -------------- |
| Australia (ARIA)                                             | 80             |
| Bélgica (Flandes) (Ultratop 50)                              | 45             |
| Bélgica (Valonia) (Ultratop 40)                              | 24             |
| Canadá Rock (Billboard)                                      | 38             |
| Islandia (RÚV)                                               | 12             |
| Irlanda (IRMA)                                               | 13             |
| Nueva Zelanda Heatseekers (RMNZ)                             | 2              |
| Portugal (AFP)                                               | 12             |
| Escocia (The Official Charts Company)                        | 91             |
| España (PROMUSICAE)                                          | 87             |
| Reino Unido (UK Singles Chart)                               | 18             |
| Reino Unido UK Singles Sales Chart (Official Charts Company) | 83             |
| Reino Unido (UK Indie Chart)                                 | 2              |
| Estados Unidos Adult Alternative Songs (Billboard)           | 8              |
| Estados Unidos (Alternative Songs)                           | 19             |
| Estados Unidos Hot Rock Songs (Billboard)                    | 12             |
| Estados Unidos Rock Airplay (Billboard)                      | 20             |

## Lanzamiento
| Región | Fecha              | Formato             | Discográfica | N° de catálogo |
| ------ | ------------------ | ------------------- | ------------ | -------------- |
| Varios | 13 de mayo de 2018 | Radio contemporánea | Domino       | GBCEL1800169   |
| Varios | mayo de 2018       | CD promocional      | Domino       | RUG942CDP      |